# Црква Успења Пресвете Богородице у Вргудинцу
Црква Успења Пресвете Богородице у Вргудинцу, насељеном месту на територији општине Бела Паланка, православни је храм који припада Епархији нишкој Српске православне цркве.
Црква посвећена Успења Пресвете Богородице, подигнута је 1907. године, међутим, препуштен зубу времена и природним стихијама, оронула је и пропала. Иницијатива за обнову храма покренута је 2020. године, када се почиње са опсежним и темељним радовима.
На дан празника Успења Пресвете Богородице, 28. августа 2022. године, извршено је освећење темеља вргудиначког храма. Годину дана касније, радови на цркви и порти су завршени и цркву је осветио Епископ нишки Арсеније.
Међу добротворима ове светиње истакао се Филип Петровић из Ниша, који је за велики труд, љубав и жртву које је уложио у овако брзу и квалитетну обнову храма у Вргудинцу одликован орденом Светог Краља Милутина, високим одликовањем Српске православне цркве.